# 陸文衡
陆文衡（1575年—？），字坦持，號中台，南直隶苏州府吴江县人，明朝政治人物。

## 生平
萬曆四十六年（1618年）戊午科舉人，四十七年（1619年）联捷己未科进士，吏部觀政，授工部都水司主事，天啓二年荆州抽分，四年晋员外郎、郎中，本年出知福州府，天啓五年四月以明庆陵功劳，加官级，不肯建魏忠贤生祠。崇祯改元，升浙江右參政，三年調金衢道参政，转四川按察使，升山西右布政，以在蜀时邮符诖误，崇祯七年降补河南佥事，歷右参议、副使、分守洛阳。时献贼屡犯中州，总理熊文燦倡招抚之议，手出一疏令道将署名，文衡独以贼方猖獗，抚之非宜，不从。文燦怒裂疏而起，不三日，贼果叛去。畿南告警，上从科臣议添设真定、保定、广平三道，简用材干臣，文衡与焉。陛见，奏言今日民穷财尽，向来分派搜刮，不可再行，惟有清耗蠹一法，饷自足用。上不应，命赐茶出。寻丁内艰，服除，补蓟州，调济南，以父老乞终养，遂不出，卒于家。著有《啬庵随笔》等。

## 家族
曾祖陸言。祖陸勳。父陸尚德。弟陆平衡，崇祯十年丁丑科武进士。